# Big Bad Mamma
"Big Bad Mamma" é uma canção da rapper americana Foxy Brown com participação do cantora compatriota Dru Hill, lançada como terceiro single do álbum Ill Na Na (1996) e o primeiro da trilha sonora do filme How to Be a Player (1997) em 28 de julho de 1997 pela Def Jam. Foi escrita por Inga Marchand, Shawn Carter, Sidney Barnes, J.C. Olivier e por conter uma amostra da canção "She's a Bad Mama Jama" (1982) do cantor Carl Carlton, Leon Haywood foi creditado como compositor adicional. Foi produzida por Trackmasters.
Alcançou a posição 53 na Billboard Hot 100 dos Estados Unidos. O single foi lançado com a canção "Never Seen Before" do grupo EPMD, que tinha recentemente voltado à ativa pouco tempo antes. Um vídeo musical foi lançado e alcançou a posição 6 de mais tocado na semana do dia 11 de outubro de 1997 no canal afro-americano BET.

## Desempenho nas paradas musicais

### Posições
| Paradas (1997)                               | Melhor posição |
| -------------------------------------------- | -------------- |
| Estados Unidos - Billboard Hot 100           | 52             |
| Estados Unidos - Billboard R&B/Hip-Hop Songs | 10             |